# اتحاد نجات بوراکو

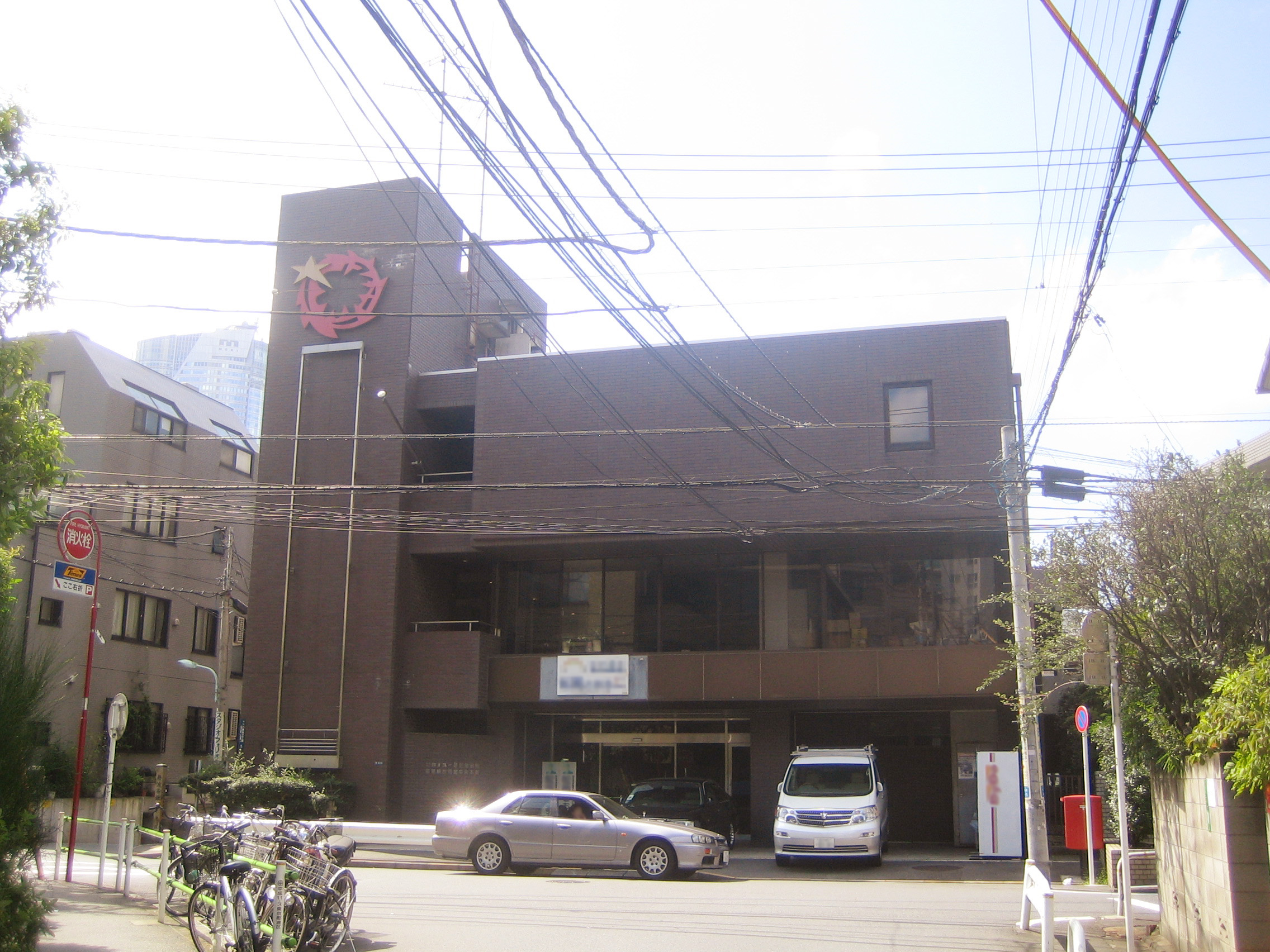
مرکز پیشین اتحاد نجات بوراکو

اتحاد نجات بوراکو (به ژاپنی: 部落解放同盟) (بوراکو کیهو دومه‌ای) یکی از گروه‌های مدنی بوراکومین در ژاپن است. بوراکو عضوی از گروه‌های اجتماعی مختلفی است که از نسل انجمن‌های بازمانده مطرود در دوره فئودالی ژاپن هستند.

## تاریخچه

### پیش از جنگ جهانی دوم

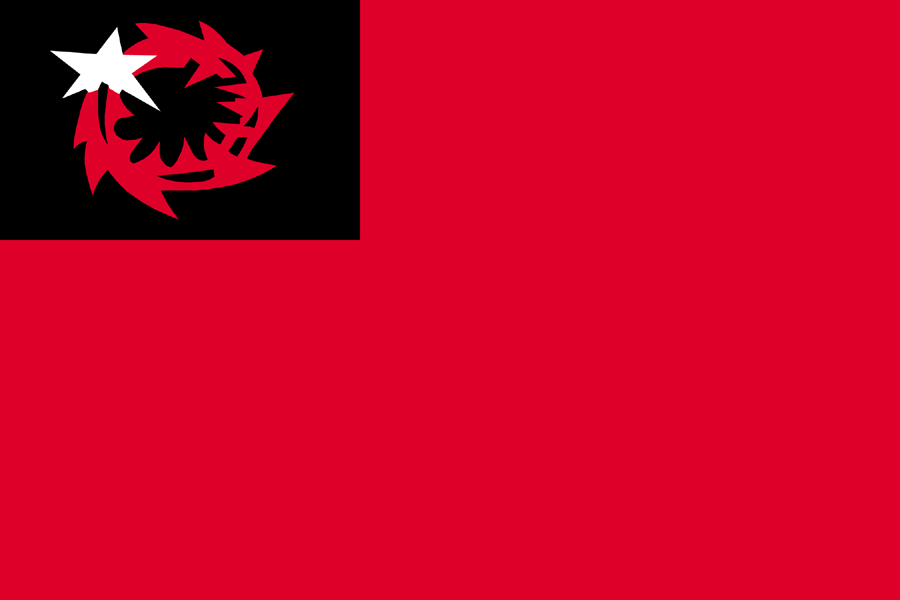
پرچم فعلی اتحاد نجات بوراکو

سرچشمه اتحاد نجات بوراکو به انجمن همسطح‌سازی ملی (به ژاپنی: 全国水平社) (زنکوکو سویهشا) برمی‌گردد که در سال ۱۹۲۲ پدید آمده یود. در سال ۱۹۴۲ برخی از رهبران فعال آن چون آسادا زنوسوکه (به ژاپنی: 朝田善之助) به خدمت نظامی فراخوانده شدند و بدین ترتیب انجمن همسطح‌سازی ملی در همان سال از بین رفت.

### پس از جنگ جهانی دوم
پس از جنگ، اعضای پیشینی از انجمن همسطح‌سازی ملی، کمیته ملی نجات بوراکو (به ژاپنی: 部落解放全国委員会) (بوراکو کایهو زنکوکو اینکای) را پدید آوردند که در سال ۱۹۵۵ به اتحاد نجات بوراکو (BLL) تغییر نام داد.
در ۱۹۶۶، یکی از رهبران آن، جیچیرو ماتسوموتو (به ژاپنی: 松本治一郎)، درگذشت و پس از آن افرادی که با نظر رهبران گروه مبنی برنپذیرفتن کمک پولی از افراد بیرون از گروه، مخالف بودند پاکسازی شدند. 

## ستیزه‌گیری
این گروه یکی از ستیزه‌گرترین گروه‌های مدنی بوکارومین به شمار می‌رفت. نشست‌های آنها معمولاً با انتقادهای خشن همراه بوده و مواردی از حرکات تبعیض‌آمیز و سخنرانی‌های از پیش طراحی شده در آن گزارش شده‌است. در نشست‌های اولیه آنها موارد ناگهانی خشونت و آدم‌ربایی رخ می‌داد که باعث دستگیر شدن تعدادی از فعالین آنها شد. 
یکی از گروه‌های مهم و فعال بوراکو با نام فدراسیون جنبش نجات بوراکو برای تمام ژاپن عضوی از حزب کمونیست ژاپن (JCP) است. 